# Lutherkirche (Soltau)

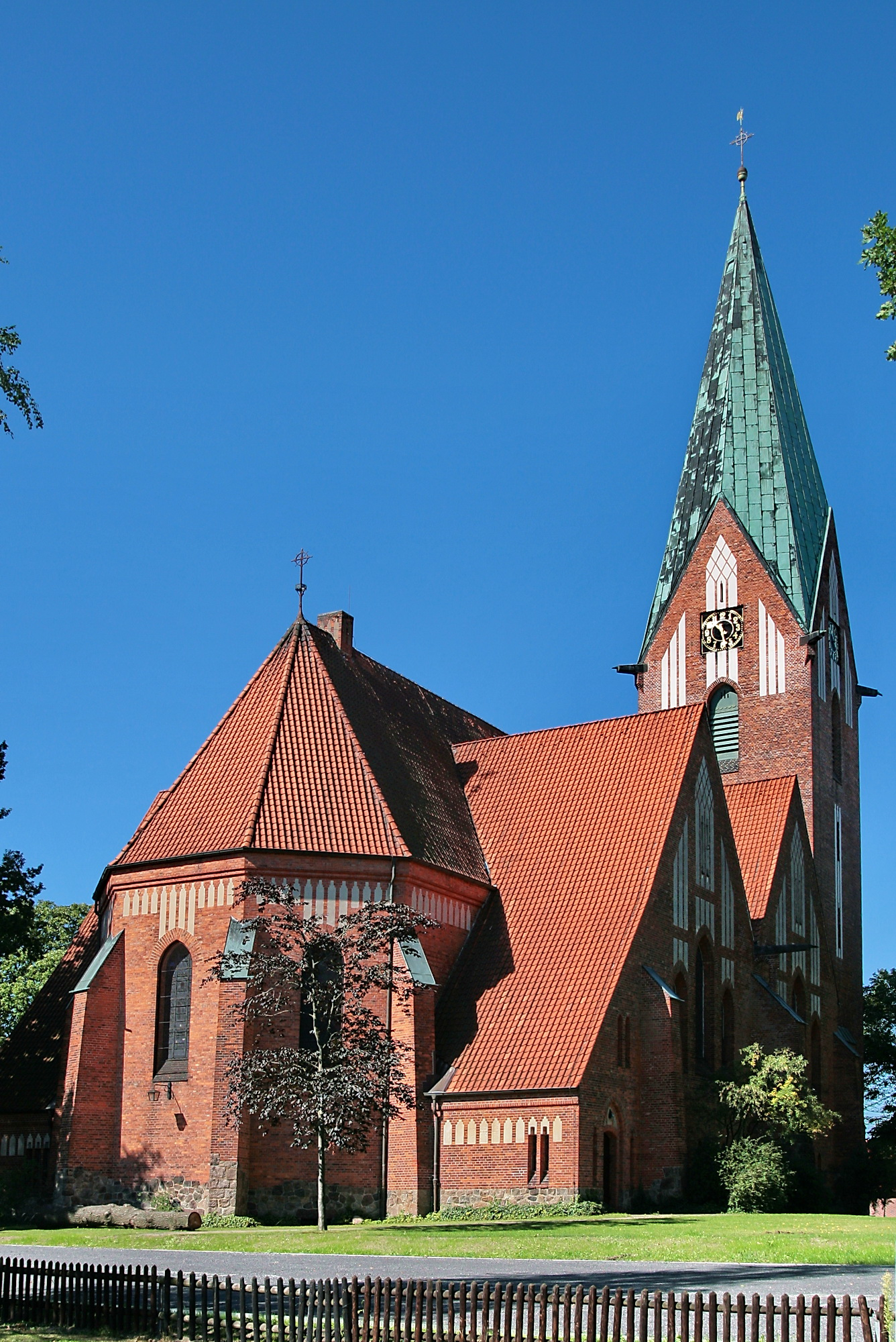
Lutherkirche

Die Lutherkirche ist eine 1910–1911 erbaute evangelisch-lutherische Kirche in Soltau, die unter Denkmalschutz steht.

## Geschichte

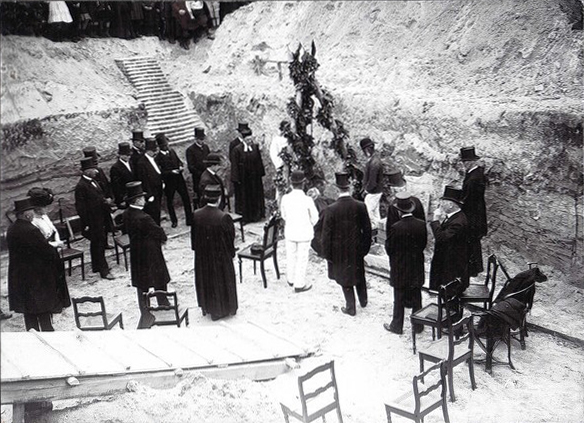
Grundsteinlegung am 20. Juli 1910 mit Superintendent Robert Stalmann

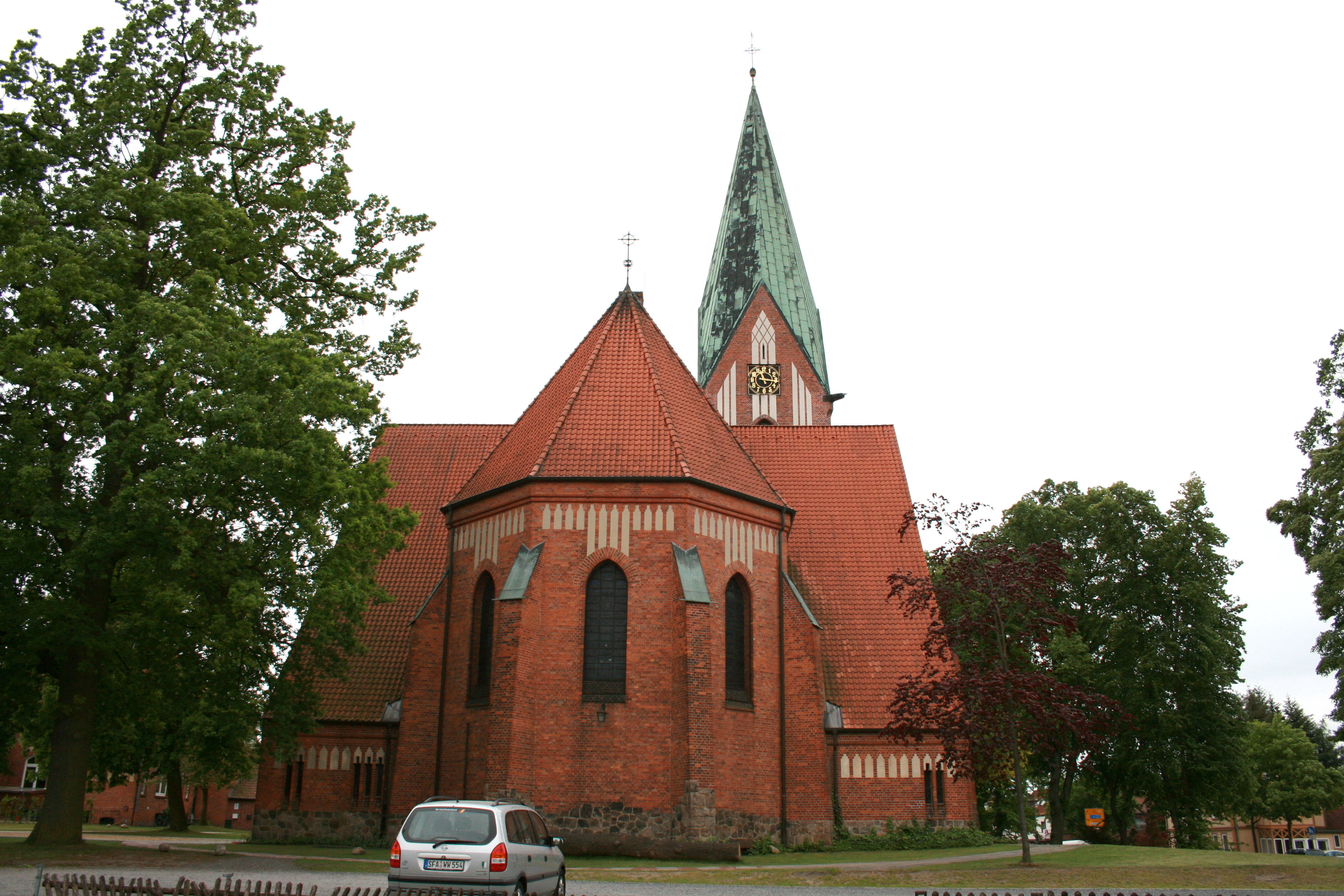
Seitenansicht

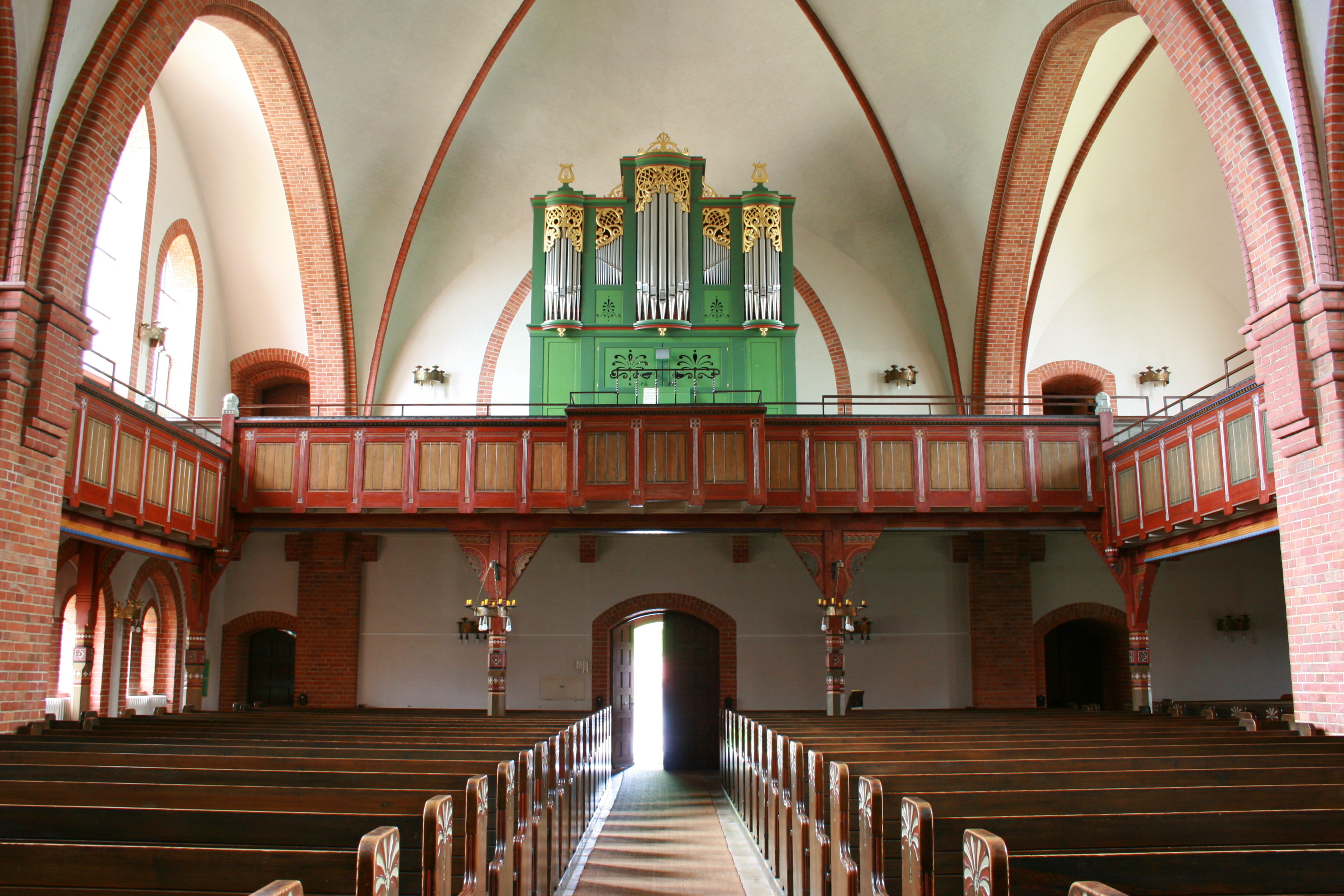
Innenansicht mit Orgel

Nachdem die Soltauer St.-Johannis-Kirche 1906 vollständig abgebrannt war und wieder aufgebaut werden sollte, wurde entschieden, dass in der Stadt eine zweite Kirche errichtet werden soll. Die Grundsteinlegung der Lutherkirche fand am 20. Juli 1910 vor den Toren Soltaus statt. Unter anderem nahmen daran die Pastoren Hermann Gehrs und Eduard Salfeld, der Landrat von Rappard und Bürgermeister Scheel teil. In 17 Monaten Bauzeit wurde die Kirche nach Plänen des hannoveraner Architekten Eduard Wendebourg in einer Mischung aus Historismus (Neugotik, Neuromanik) und Reformarchitektur durch den Soltauer Bauunternehmer Heinrich Wiegels errichtet und am 3. Advent 1911 eingeweiht. Sie war damit einer der letzten großen Kirchenneubauten vor dem Ersten Weltkrieg im Bereich der hannoverschen Landeskirche.
Nachdem die beiden Vorgängergeläute im Ersten bzw. Zweiten Weltkrieg für Rüstungszwecke abgeliefert worden waren, wurden 1951 die heutigen Stahlglocken vom Bochumer Verein beschafft.
1958 fanden unter der Leitung von Ernst Witt, dem damaligen Leiter des landeskirchlichen Amts für Bau- und Kunstpflege, umfangreiche Renovierungsmaßnahmen im Kircheninnern statt. Dabei wurde auch die ursprüngliche ornamentale farbige Ausmalung von Kirchenmaler Friedrich Koch zerstört und durch einen einfachen grauen Anstrich ersetzt.
Im Übrigen sind Bausubstanz und Einrichtung, darunter Altar und Kanzel des Braunschweiger Bildhauers Wilhelm Sagebiel, fast vollständig erhalten. Teile der alten Farbfassung wurden Mitte der 1980er Jahre restauriert. Inzwischen ist die Farbfassung durch viele Spenden in langer, anstrengender Kleinstarbeit nahezu komplett wiederhergestellt worden.

## Orgel
Die ursprüngliche Orgel von 1911 wurde im Jahr 1977 durch ein neues Instrument ersetzt, das von der Orgelbauwerkstatt von Beckerath (Hamburg) erbaut wurde. Wiederverwendung fanden lediglich der Subbass 16′ sowie die Windanlage, die auch durch Kalkanten bedient werden kann. Den Orgelprospekt schuf 1850 der Hoforgelbaumeister Johann Meyer, er wurde aus einer Kirche in Eschede übernommen. Das Instrument hat 18 Register (Schleifladen). Die Spiel- und Registertrakturen der Orgel sind mechanisch.
| I Hauptwerk C–g3 |              |       |
| 1.               | Prinzipal    | 8′    |
| 2.               | Rohrflöte    | 8′    |
| 3.               | Oktave       | 4′    |
| 4.               | Koppelflöte  | 4′    |
| 5.               | Nasat        | 2 ⁄3′ |
| 6.               | Waldflöte    | 2′    |
| 7.               | Mixtur IV-VI |       |
| 8.               | Trompete     | 8′    |

| II Brustwerk C–g3 |                 |    |
| 9.                | Holzgedackt     | 8′ |
| 10.               | Blockflöte      | 4′ |
| 11.               | Prinzipal       | 2′ |
| 12.               | Terzian II      |    |
| 13.               | Quintzimbel III |    |
| 14.               | Trichterregal   | 8′ |
|                   | Tremulant       |    |

| Pedal C–g1 |        |     |
| 15.        | Subbaß | 16′ |
| 16.        | Oktave | 8′  |
| 17.        | Oktave | 4′  |
| 18.        | Fagott | 16′ |

- Koppeln: II/I, I/P, II/P